# Den politiska sångrörelsen
Den politiska sångrörelsen var en politiskt radikal musikalisk strömning som uppstod i Finland under 1960-talet.
Efter framgången med Lappo-operan 1966 spreds nya musikaliska strömningar i Finland. Av särskild betydelse för den politiska sångrörelsen var de kommunistiska grupperna Agit-Prop och KOM-teatern. Eftersom den traditionella finländska skivbolagen inte var intresserade av denna musikform bildades skivbolaget Love Records, vilket kom att få en avgörande betydelse för sångrörelsen. Man ägnade stort intresse åt äldre arbetarsånger, men även politisk sång från övriga världen som Angola, Albanien, Kuba och Nordkorea. Med tiden utgavs en lång rad musikalbum av många olika politiska sånggrupper, men också soloskivor bland andra med Kristiina Halkola, Arja Saijonmaa och Annariitta Minkkinen. 
Organ för den politiska sångrörelsen var tidskriften Uusi laulu (1975–1981) dess uppföljare Aloha! (1982–1986).